# 松田町立松田小学校
松田町立松田小学校（まつだちょうりつ まつだしょうがっこう）は、神奈川県足柄上郡松田町松田庶子にある公立小学校。

## 沿革
- 1873年（明治6年）5月 - 貫穿舎（かんせんしゃ）支舎（本校貫穿舎は川村）として延命寺を仮校舎に充て開校。
- 1877年（明治10年）4月 - 寒田神社の東側に校舎を建てる（延命寺の護摩堂を移す）。
- 1879年（明治12年） - 貫穿舎より分離し、「松田学校」となる。
- 1884年（明治17年） - 金子村三育学校に合併、金子校の東方に移転する。
- 1887年（明治20年） - 三育学校より分離、校舎を現在地に移転。
- 1892年（明治25年） - 「尋常松田小学校」と改称。
- 1898年（明治31年） - 高等科を設置し、「尋常高等松田小学校」と改称。
- 1908年（明治41年） - 児童数の増加により、校舎の改築を行う。
- 1914年（大正3年） - 校舎の改築落成祝賀運動会開催。
- 1923年（大正12年）9月1日 - 12時頃に発生した関東大震災により、本校舎3棟とも大傾斜し、出入不能となる被害発生。
- 1925年（大正14年）7月 - 増改築校舎の落成式挙行。
- 1941年（昭和16年）4月1日 - 国民学校令により、「松田国民学校」と改称。
- 1944年（昭和19年）8月 - 横浜市鶴見区末吉国民学校の児童が疎開する（学校及び延命寺に分宿）。
- 1947年（昭和22年）4月1日 - 学制改革により、「松田町立松田小学校」と改称。
- 1952年（昭和27年）3月 - 校旗制定。
- 1953年（昭和28年）1月 - 校歌制定（作詞:大木惇夫・作曲:長谷川良夫）。
- 1955年（昭和30年）2月 - 校舎改築（竣工）
- 1969年（昭和44年）10月 - 岩石園完成（寄贈）。
- 1974年（昭和49年）3月 - 現校舎完成（鉄筋4階建）、開校百周年記念誌発行。
- 1981年（昭和56年）
  - 5月 - プール起工式挙行。
  - 7月 - プール開き。
- 1995年（平成7年）3月 - 校舎強化ガラス交換工事。
- 1999年（平成11年）8月 - 校舎耐震補強工事。
- 2003年（平成15年）3月 - エレベーター設置。
- 2011年（平成23年）6月 - 教室に扇風機設置。
- 2017年（平成29年）8月 - 校舎新築に係る耐力度診断調査実施。
- 2022年（令和4年）
  - 2月 - 木造3階建の新校舎が完成し、新校舎での授業開始。
  - 3月21日 - 新校舎完成記念式典挙行[1]。
- 2023年（令和5年）
  - 2月28日 - グラウンド工事完了[2]。
  - 3月25日 - グラウンド完成記念と開校150周年記念碑除幕の両式典挙行[2]。

## 学区
- 松田惣領・松田庶子・神山・寄（[字一番]1番地～[字二番]130番地・寄小学校の学区を除く地域）[3]

## 周辺
- 神奈川県道712号松田停車場線
- 寒田神社
- 松田郵便局
- 社会福祉法人西さがみ福祉会松田さくら保育園 - 進学前保育園のひとつ
- JR御殿場線松田駅
- 酒匂川

## アクセス
- 箱根登山バス「新松田～関本」線で、「松田小学校前」バス停下車後、徒歩約310m・約5分（最短ルートを移動した場合）。
- JR御殿場線松田駅（北口）から、徒歩約390m・約6分。
- 小田急小田原線新松田駅から
  - 徒歩で、約460m・約7分。
  - 上述の路線バスで、「松田小学校前」バス停まで2分、下車後徒歩。
- 東名松田バス停から、徒歩約780m・約12分。